# آربور هیل، آلبانی، نیویورک
آربور هیل (به انگلیسی: Arbor Hill) یک منطقهٔ مسکونی در ایالات متحده آمریکا است که در آلبانی، نیویورک واقع شده است.